# Tábor Omarska

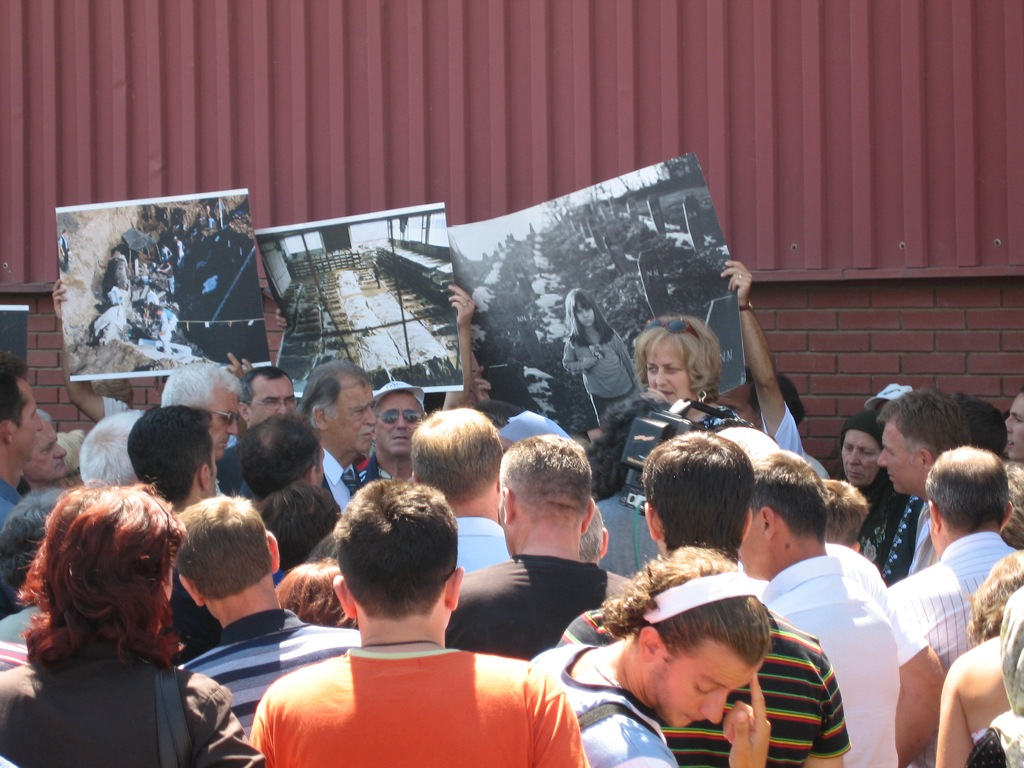
Vzpomínková akce v roce 2006.

Tábor Omarska (srbsky Логор Омарска/Logor Omarska) byl sběrný tábor, který spravovala bosenskosrbská vojska během Války v Bosně a Hercegovině. Sloužil pro zajatce především z řad Bosňáků a Chorvatů. Provozován byl v období 25. května 1992 – 21. srpna 1992. Zřízen byl místní samosprávou, kterou ovládala Srbská demokratická strana v prostoru bývalého železného dolu u města Omarska v blízkosti Prijedoru.
Tábor byl uzavřen po dvou měsících, neboť jej objevili novináři britské ITN a stihli informovat světovou veřejnost. Existence tábora s podmínkami srovnatelnými s druhou světovou válkou vedla OSN k zvýšení zájmu o vyšetřování válečných zločinů na území rozpadající se Jugoslávie.
V táboře bylo během jeho fungování drženo okolo tří tisíc zajatců v otřesných podmínkách. 90 % z nich byli Bosňáci. V táborech docházelo k častým znásilňováním, násilí a vraždění. Někteří ze zadržovaných byli schopni se z tábora dostat tak, že podpláceli místní stráže.
Po skončení války v Bosně a Hercegovině byli správci tábora vydáni Mezinárodnímu tribunálu pro bývalou Jugoslávii do Haagu a odsouzeni.